# Schloss Haimhausen

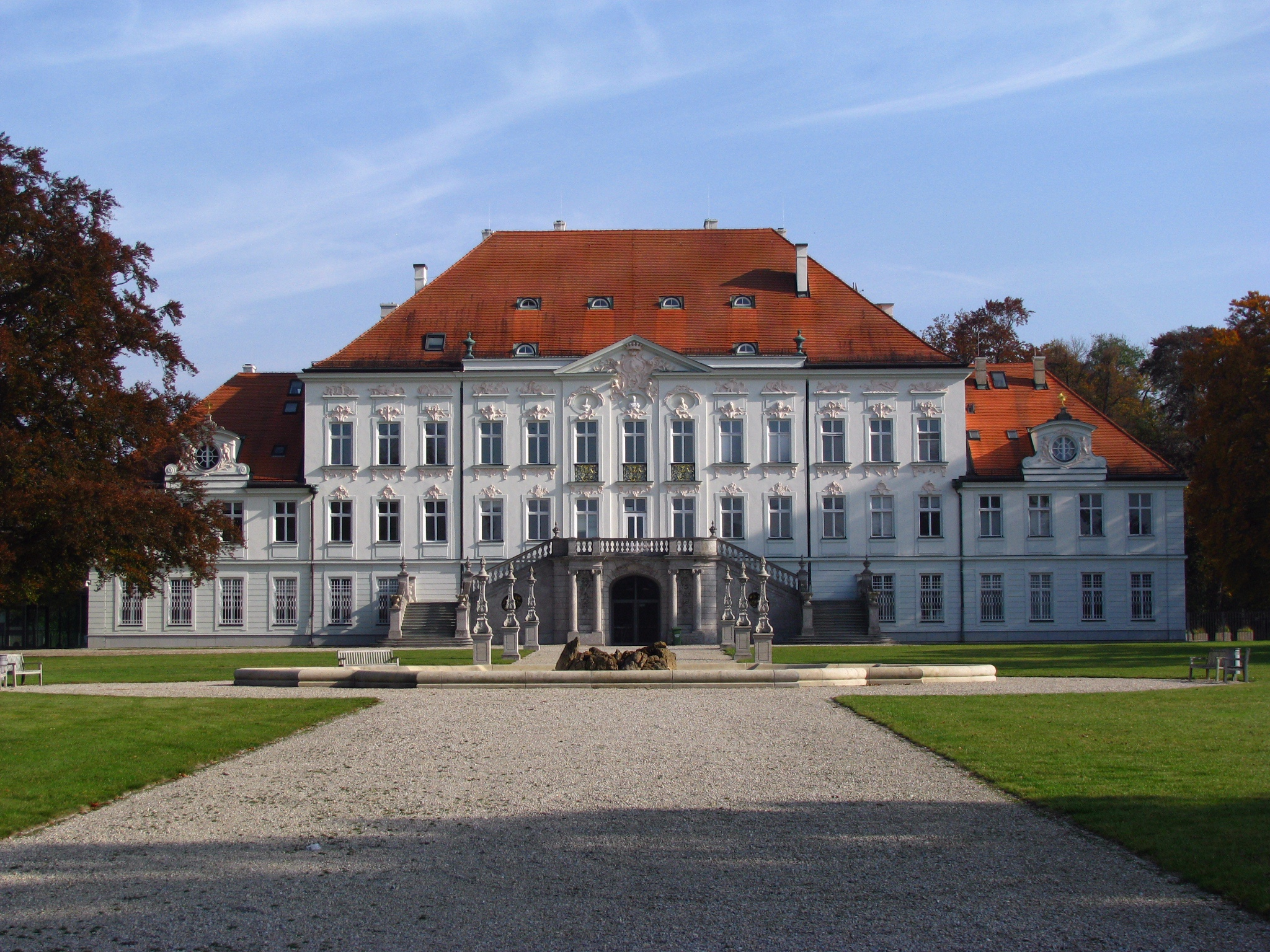
Ansicht von Westen

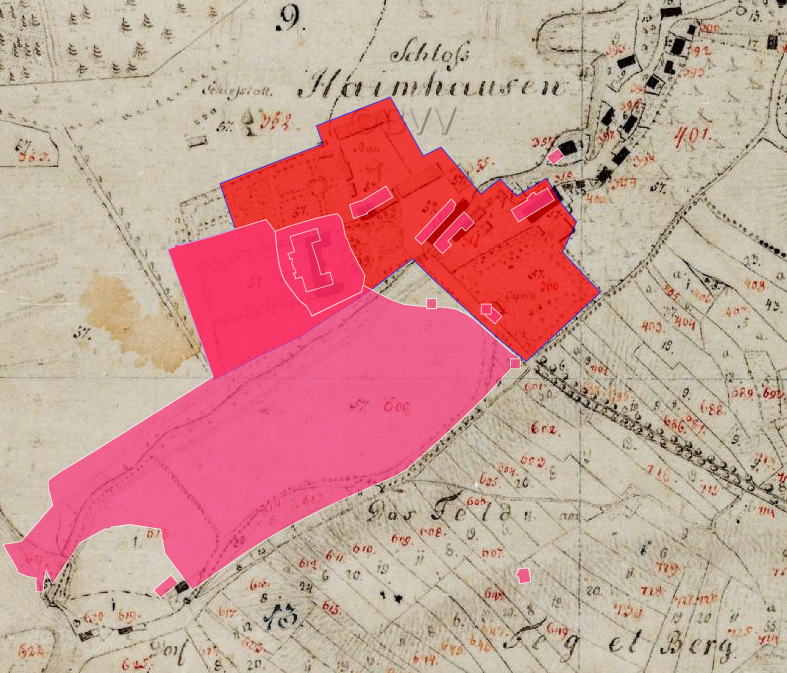
Lageplan von Schloss Haimhausen auf dem Urkataster von Bayern

Das Schloss Haimhausen steht in der Gemeinde Haimhausen im Landkreis Dachau. Von jeher Edelsitz, war Haimhausen seit Ende des 16. Jahrhunderts eine Hofmark. Das heutige Schloss wurde anstelle einer älteren Anlage ab 1660 neu erbaut und von 1743 bis 1749 durch François de Cuvilliés den Älteren im Rokokostil umgebaut.
Die Anlage ist unter der Aktennummer D-1-74-121-6 als Baudenkmal verzeichnet. „Untertägige frühneuzeitliche Befunde im Bereich von Schloss Haimhausen und seines Vorgängerbaus (‚Lusthaus‘) mit ehem. ‚Altem Schloss‘, Wirtschaftshof und barocken Garten- und Weiheranlagen“ werden zudem als Bodendenkmal unter der Aktennummer D-1-7635-0310 geführt.

## Geschichte

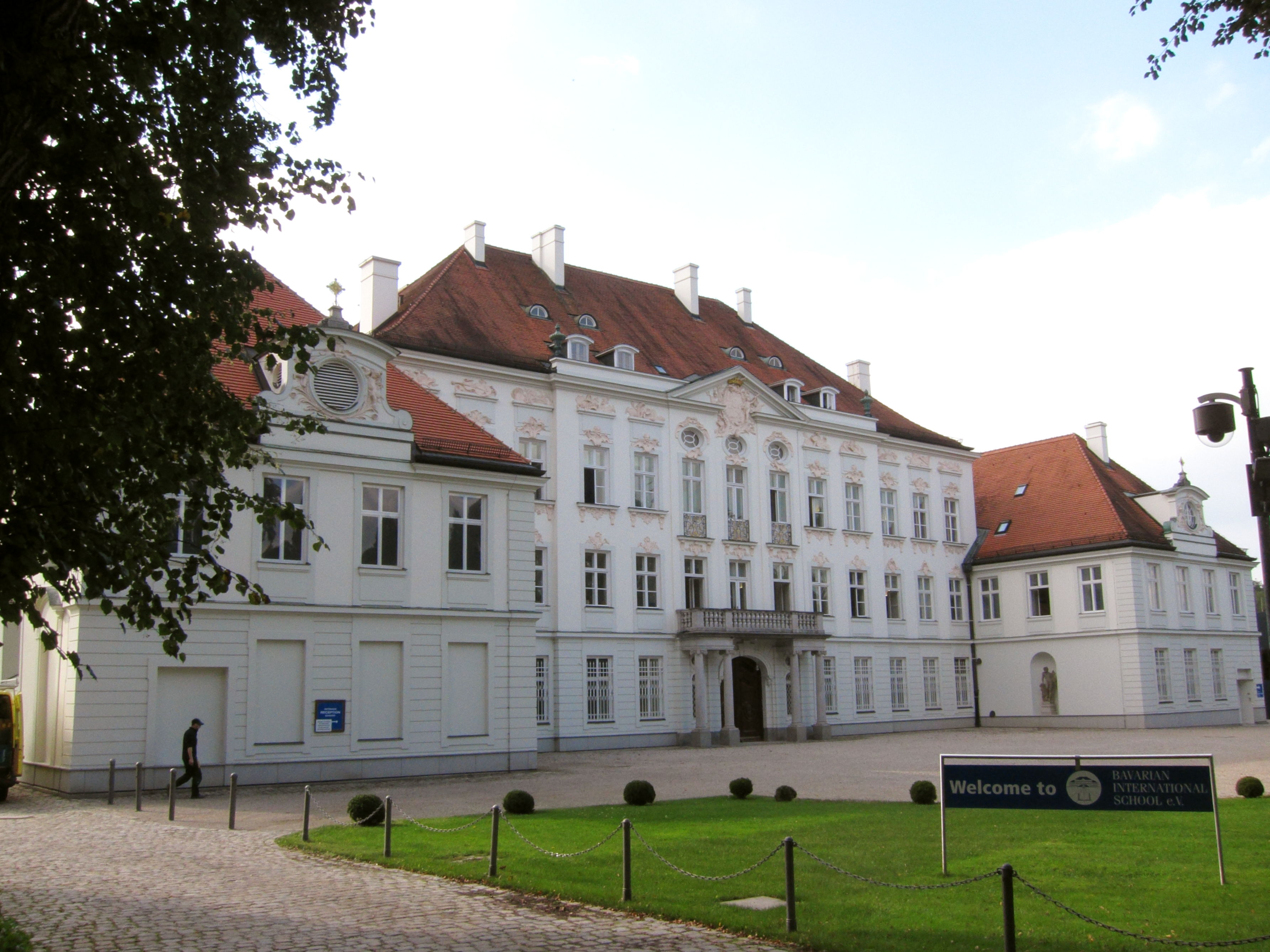

Als castrum wurde die Anlage urkundlich 1281 erstmals erwähnt. Die komplizierten Besitzverhältnisse im Mittelalter lassen erkennen, dass Haimhausen in der Frühzeit den Grafen von Ottenburg-Grögling gehörte. 1104 gelangte das Dachauer Land an die Grafen von Scheyern-Dachau und nach deren Aussterben 1182 an die Wittelsbacher Linie der Grafen von Scheyern. Die Scheyerner drängten den übrigen Adel immer mehr in ein Abhängigkeitsverhältnis, darunter auch die Edelfreien von Haimhausen, die zu Ministerialen der Grafen wurden und bis Ende des 12. Jahrhunderts nachweisbar sind. Zuletzt war die Lehnsherrschaft bis 1238 im Besitz der Grafen von Valley, einer Nebenlinie der Dachauer Grafen, die 1268 erlosch.
Nachdem Haimhausen seit 1238 unmittelbare landesherrliche Besitzung gewesen war, verlieh Herzog Wilhelm V. von Bayern sie um 1590 seinem Hofkammerrat und Rentmeister Theodor Viehbeck zu Habelspach, der somit zum Stammvater der späteren Grafen von Haimhausen wurde. Im Dreißigjährigen Krieg nahmen die Schweden 1646 und 1648 Dachau ein. Das Schloss Haimhausen wurde nach einem Brand im Jahr 1660 neu errichtet und seither ständig erweitert.
Johann-Albert wurde 1671 Reichsgraf von Haimhausen. Dessen Enkel waren Graf Karl und Graf Sigmund. Unter Karl Ferdinand Maria Graf von und zu Haimhausen erfolgte von 1743 bis 1749 ein größerer, bis heute prägender Umbau durch François de Cuvilliés den Älteren. Ein besonderes Kleinod innerhalb des Schlosses stellt die spätbarocke Schlosskapelle Salvator Mundi mit Stuckarbeiten und Altären vom flämischen Künstler Egid Verhelst und seinen Söhnen sowie dem Deckengemälde von Johann Georg Bergmüller dar, das im Jahr 1750 gefertigt wurde.
Nach Karls Tod übernahm sein Bruder Graf Sigmund den Haimhauser Besitz und wurde unter Kurfürst Max-Josef III. Präsident des Münz- und Bergwerkskollegiums und der Akademie der Wissenschaften. Ebenso machte er sich maßgeblich bei der Gründung der Nymphenburger Porzellanmanufaktur verdient. Ende des 18. Jahrhunderts gingen durch weibliche Erbfolge Schloss und Hofmarksgut an den Grafen Butler-Clonebough aus alter, ursprünglich irischer Familie, der den Namen Butler-Haimhausen annahm. Ein Nachfahre war Theobald Graf von Butler-Clonebough genannt von Haimhausen (1803–1867), Präsident des Bayerischen Landtags. Dessen Frau Viktorine von Butler-Haimhausen gründete im Schloss 1861 ein Armen-Mädchenhaus, verlegte es aber 1863 nach Schloss Schönbrunn. Sie hatten sechs Töchter und vier Söhne, doch der letzte, kinderlose männliche Erbe konnte Schloss Haimhausen aus Geldmangel nicht halten und verkaufte es kurz vor seinem Tod 1892 an Eduard James Haniel aus der Industriellenfamilie Haniel, welcher es nach seiner Erhebung in den Adelsstand 1893 als Haniel von Haimhausen zum Familiensitz ausbaute. Er ließ das Rokokoschloss vom Architekten des Fürsten Thurn und Taxis, Max Schultze, fachkundig sanieren und einen englischen Landschaftspark anlegen. Heute ist kein originales Mobiliar mehr erhalten, doch einige bedeutende Raumdekorationen sind weitgehend intakt.
In der älteren Literatur wird die Freitreppe an der Gartenseite des Schlosses als künstlerische Meisterleistung von Cuvilliés beschrieben bzw. sogar als Argument dafür angeführt, dass dieser der Urheber der Baupläne sein müsse, selbst wenn keine archivalischen Notizen dafür vorlägen. Doch die Freitreppe stammt erst aus der Zeit des Schlossumbaus 1893–1897. – Um den Cuvilliés-Bau beschreiben und würdigen zu können, muss man sich zuerst Klarheit über die Veränderungen zur Zeit von James Eduard Haniel verschaffen, der das Schloss „mit selbst für Bergbarone des 19. Jahrhunderts inkommensurablen Mitteln“ ausbauen ließ.
Die Familie Haniel vermietete das Schloss in den 1970er Jahren an Antiquitätenhändler. 1983 erwarben es Louise Daxer-Piëch aus der Familie Porsche und ihr Mann, der Antiquitätenhändler Hans Daxer, und nutzten es privat. 1997 erwarb die Bavarian International School das Schloss, die je einen Campus in München und Haimhausen unterhält. Schloss Haimhausen steht der Öffentlichkeit nicht zur Besichtigung offen, jedoch finden in der Schlosskapelle regelmäßig evangelische Gottesdienste statt.

## Ausstattung
Mit Ausnahme von drei ganz oder in Teilen erhaltenen Räumen – Treppenhaus, Festsaal und Kapelle – geht die Innenausstattung großteils auf die Zeit des Schlossumbaus 1893–1897 zurück. Damals wurde der Stuck innen wie außen im Stil des Zweiten Rokoko in Zement erneuert. Ausstattungsstücke des 18. Jahrhunderts wurden auch im Kunsthandel beschafft. Im Einzelnen gibt es dabei offene Fragen. So ist beispielsweise unklar, ob drei kleinere Fresken nur innerhalb des Schlosses an eine andere Stelle versetzt wurden oder ob auch sie von andernorts angeschafft wurden:
- Mannalese der Israeliten beim Auszug aus Ägypten im Speisesaal (1. Etage), signiert „MC“ und datiert „1733“(?)
- Fünf Putten mit Birnen und Trauben im Vorraum zum Speisesaal, Balthasar Augustin Albrecht zugeschrieben
- Vier Putten mit Quitten, Pfirsichen, Kirschen und Pflaumen, Pendant zum vorgenannten Fresko und dem gleichen Maler zugeschrieben, aber an ganz anderer Stelle angebracht: im Oratorium neben der Kapelle.

Obwohl die 1747 begonnene Schlosserweiterung von dem hochbedeutenden Ausstattungskünstler François de Cuvilliés geplant wurde, war er an der Innenausstattung nicht beteiligt. Offenbar hat der Bauherr sich von ihm abgewandt und wesentliche Teile bei der Verhelst-Werkstatt in Auftrag gegeben. Außerhalb der drei genannten historischen Räume sind hier die wohl nach einem Modell von Egid Verhelst gegossenen Bronze-Türzieher mit der „etwas frivolen“ Darstellung eines von einer Pansmaske herabhängenden unbekleideten Paares zu nennen.
Im Treppenhaus stehen zwei 1783 von Roman Anton Boos geschaffene Holzskulpturen, Apollo und Diana. Die lebensgroßen Statuen sind hellgrau gefasst und wirken dadurch wie Steinskulpturen. Beide tragen jeweils an auffälliger Stelle die große Signatur des Bildhauers. Ihr Stil zeigt dessen klassizistische Abkehr von der barocken Formensprache, die auch an anderen seiner Werke aus diesen Jahren zu erkennen ist.

## Schlosskapelle
Die Schlosskapelle befindet sich im Südflügel und ist für ihren Zweck auffällig großzügig bemessen. Der Form nach ein einfacher, flachgedeckter rechteckiger Saal, bezieht die Kapelle ihre Wirkung erst aus ihrer reichen Ausstattung. Bau und Ausstattung datieren aus der Zeit der Cuvilliés’schen Schlosserweiterung ab 1747. Zentrale Teile der Ausstattung – Altarbauten, Kanzel, Beichtstühle, Stuck – wurden von den Verhelst geschaffen. An den Bauherrn Karl Joseph Maria Reichsgraf von und zu Haimhausen erinnert sein Epitaph an der südlichen Innenwand der Kapelle; die Inschrift rühmt die Redlichkeit des Verstorbenen und seine gut christliche Fürsorglichkeit gegenüber den Untertanen.
Die Kapelle trägt das Patrozinium St. Salvator, das von mehreren nacheinander bezeugten Vorgängerkapellen in der alten Schlossanlage übernommen wurde. Darauf beziehen sich sowohl das Programm des Deckenfreskos als auch der Hochaltar, der im Auszug plastische Darstellungen des kreuztragenden Christus und der Arma Christi zeigt und in dessen Zentrum ein älterer, um 1680/90 entstandener Geißelchristus steht. Ebenfalls übernommen wurde das Johann-Nepomuk-Patrozinium des rechten Seitenaltars.
Beide Seitenaltäre tragen Altarblätter von Johann Georg Bergmüller, die dieser wohl im Winter 1748/49 malte. Das Bild des linken Altars trägt unten links die Signatur „JGB 1749“. Die Themen beider Bilder „beziehen sich auf damals moderne Kirchenfeste“, das 1725 eingeführte Fest Vermählung Mariens (links) und den 1729 heiliggesprochenen Johannes von Nepomuk (rechts).

### Orgel

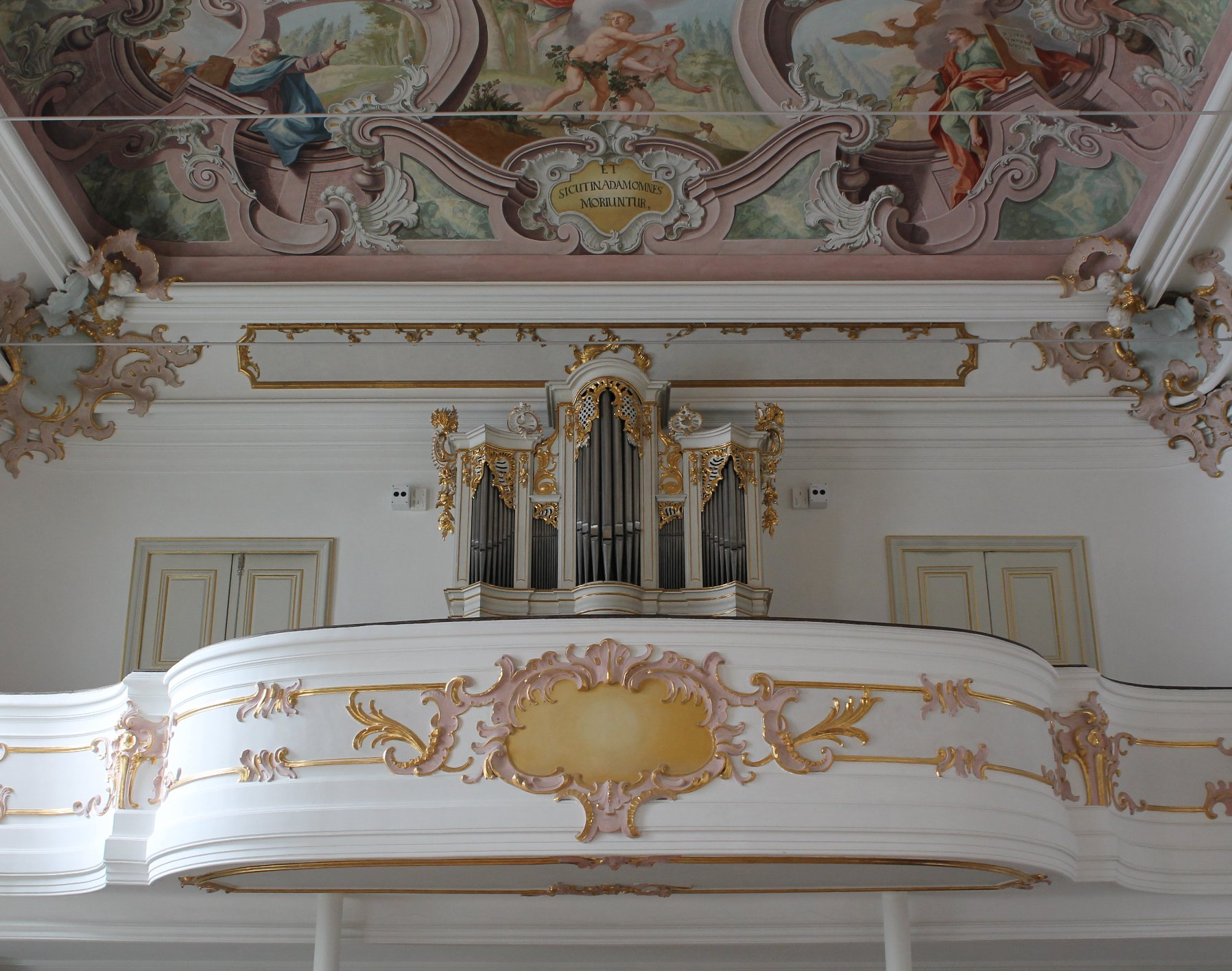
Orgel in der Schlosskapelle

Die Orgel der Schlosskapelle wurde 1736 als Orgelpositiv von dem Orgelbauer Quirin Weber (Dachau) erbaut und ist, mit Ausnahme eines Registers, original erhalten. Der Orgelprospekt wurde 1750 um Rocaille-Schnitzereien ergänzt. Das rein mechanische Instrument hat 8 Manualregister (Gedeckt 8′, Gamba 8′, Principal 4′, Flöte 4′, Octav 2′, Quint 1 1⁄3′, Mixtur III 1′) und einen Subbass 16′ als Pedalregister.